# Tetramesa rossica
Tetramesa rossica är en stekelart som först beskrevs av Rimsky-korsakov 1914.  Tetramesa rossica ingår i släktet Tetramesa och familjen kragglanssteklar. Inga underarter finns listade i Catalogue of Life.